# Burkina Faso ai Giochi olimpici
L'esordio del Burkina Faso ai Giochi olimpici avvenne nel 1972 quando il nome ufficiale del Paese era ancora Alto Volta.
Gli atleti burkinabé non hanno mai vinto medaglie ai Giochi olimpici estivi fino a Tokyo 2020, dove l'atleta Hugues Fabrice Zango si è aggiudicato un bronzo nel salto triplo maschile, mentre nessun atleta ha mai partecipato ai Giochi olimpici invernali.
Il Comitato Olimpico Nazionale e Sportivo Burkinabé fu creato e riconosciuto dal CIO nel 1965.

## Medaglieri

### Medaglie ai giochi estivi
| Giochi                 | Oro              | Argento          | Bronzo           | Totale           |
| ---------------------- | ---------------- | ---------------- | ---------------- | ---------------- |
| Monaco di Baviera 1972 | 0                | 0                | 0                | 0                |
| Montréal 1976          | non partecipante | non partecipante | non partecipante | non partecipante |
| Mosca 1980             | non partecipante | non partecipante | non partecipante | non partecipante |
| Los Angeles 1984       | non partecipante | non partecipante | non partecipante | non partecipante |
| Seul 1988              | 0                | 0                | 0                | 0                |
| Barcellona 1992        | 0                | 0                | 0                | 0                |
| Atlanta 1996           | 0                | 0                | 0                | 0                |
| Sydney 2000            | 0                | 0                | 0                | 0                |
| Atene 2004             | 0                | 0                | 0                | 0                |
| Pechino 2008           | 0                | 0                | 0                | 0                |
| Londra 2012            | 0                | 0                | 0                | 0                |
| Rio de Janeiro 2016    | 0                | 0                | 0                | 0                |
| Tokyo 2020             | 0                | 0                | 1                | 1                |
| Parigi 2024            | 0                | 0                | 0                | 0                |
| Totale                 | 0                | 0                | 1                | 1                |

### Medaglie per sport
| Sport        | Oro | Argento | Bronzo | Totale |
| ------------ | --- | ------- | ------ | ------ |
| Salto triplo | 0   | 0       | 1      | 1      |

### Medagliati
| Medaglia | Atleta               | Edizione   | Sport                 | Evento           |
| -------- | -------------------- | ---------- | --------------------- | ---------------- |
| Bronzo   | Hugues Fabrice Zango | Tokyo 2020 | Salto triplo maschile | Atletica leggera |